# Ali Yağız Durmuş
Ali Yağız Durmuş (* 15. Februar 1996 in Sakarya) ist ein türkischer Schauspieler.

## Leben und Karriere
Durmuş wurde am 15. Februar 1996 in Sakarya geboren. Sein Studium absolvierte er an der Sportwissenschaftlichen Fakultät der Celal-Bayar-Universität. Sein Debüt gab er 2018 in der Fernsehserie Gülizar. Anschließend bekam er 2019 in der Serie Baharı Beklerken eine Hauptrolle. Unter anderem spielte er in Yemin mit. Seit 2022 ist Durmuş in der Serie Esaret zu sehen.

## Filmografie
Serien
- 2018: Gülizar
- 2019: Baharı Beklerken
- 2022: Yemin
- seit 2022: Esaret